# Percee P
Percee P или Джон Пёрси Саймон (англ. John Percy Simon) родился в 1969 году. Он представитель андеграунд хип-хопа из Бронкса, района Нью-Йорка. Percee P читал и выступал с 1979 года, однако его дебютный альбом (полностью продюсированный Madlib'ом) вышел только 18 сентября 2007 года.
Известен в андеграунде, благодаря тому, что он продавал свои микстейпы непосредственно перед магазином Fat Beats в Нью-Йорке. Он продолжает практиковать это, продавая свой альбом, выпущенный на Stones Throw Records и другие свои микстейпы.

## Дискография
- 2005: «Legendary Status» (MTA)
- 2007: «Perseverance» (Stones Throw)
- 2007: «Perseverance: The Remix» (Stones Throw)
- 2008: «Oh No Vs. Percee P» (Now-Again)